# Bryan Meredith
Bryan Meredith (* 2. August 1989 in Scotch Plains, New Jersey) ist ein ehemaliger US-amerikanischer Fußballspieler, der meist als Torwart eingesetzt wurde.

## Karriere

### Jugend und Amateurfußball
Meredith ging auf die Monmouth University, für die er auch in der Fußballmannschaft spielte. Während seines letzten Jahres am College spielte er gleichzeitig in der Premier Development League für die Central Jersey Spartans.

### Vereinskarriere
Meredith wurde am 14. Januar 2011 als elfter Pick in der zweiten Runde (29. insgesamt) im MLS SuperDraft 2011 von den Seattle Sounders gewählt. Nachdem er seinen Platz als dritter Torhüter im Kader an Josh Ford verloren hatte, wechselte er wieder in die Premier Development League zu den Kitsap Pumas, für die er 14 Spiele absolvierte, bevor er wieder zu den Seattle Sounders zurückkehrte. Sein Debüt für die Sounders absolvierte Meredith am 18. Oktober 2011 gegen CF Monterrey in der CONCACAF Champions League. Sein MLS-Debüt absolvierte er am 2. Mai 2012 gegen Los Angeles Galaxy, als er in der Halbzeit für den verletzten Michael Gspurning eingewechselt wurde. Am 14. Dezember 2012 gaben die Seattle Sounders bekannt, dass man Meredith's Vertrag nicht verlängern werde.
Daraufhin unterschrieb er am 21. Dezember 2012 einen Zweijahresvertrag beim schwedischen Erstligisten IK Brage. Nachdem er dort nur drei Spiele absolviert hatte, wechselte er im selben Jahr in die USA zurück und unterschrieb einen Vertrag beim Zweitligisten New York Cosmos. Ohne ein Spiel für New York bestritten zu haben, wechselte er im Januar 2014 wieder in die Major League Soccer zu den San José Earthquakes.
Zur Saison 2017 kehrte Meredith zu den Seattle Sounders zurück. In drei Spielzeiten kam er neben einem MLS-Einsatz 25-mal im Farmteam Seattle Sounders 2 (seit 2019 Tacoma Defiance) zum Einsatz.
Vor der Saison 2020 erwarb Inter Miami die Rechte an Meredith, gab ihn jedoch direkt an die Vancouver Whitecaps ab. Von dort wechselte er im Frühjahr 2021 zu Nashville SC. Im Mai 2022 wurde er knapp vier Monate an Indy Eleven ausgeliehen, kehrte dann nach Nashville zurück und beendete im Februar 2023 seine Karriere.